# Tekijuku
 (août 2025).
Si vous disposez d'ouvrages ou d'articles de référence ou si vous connaissez des sites web de qualité traitant du thème abordé ici, merci de compléter l'article en donnant les références utiles à sa vérifiabilité et en les liant à la section « Notes et références ».
La Tekijuku (適塾) est une école fondée à Osaka en 1838 pendant l'ère Tenpō de la fin de la période Edo. Son fondateur était Kōan Ogata, un docteur et érudit des études hollandaises (Rangaku). Parmi les élèves notables de l'école, on compte Fukuzawa Yukichi (1835-1901), Omura Masujiro (1824-1869) et Ayasaburō Takeda (1827-1880).
L'école est l'un des prédécesseurs de l'université d'Osaka et de l'université Keiō.

## Élèves célèbres
- Fukuzawa Yukichi
- Ōmura Masujirō
- Ayasaburō Takeda
- Sanai Hashimoto
- Sensai Nagayo
- Sano Tsunetami
- Takamatsu Ryōun
- Tezuka Ryōsen, grand-père de Tezuka Osamu
- Hanabusa Yoshitada
- Ōtori Keisuke

## Source de la traduction
- (en) Cet article est partiellement ou en totalité issu de l’article de Wikipédia en anglais intitulé « Tekijuku » (voir la liste des auteurs).